# Hattab Dhib
Hattab Dhib, né le 4 septembre 1930 et mort le 9 décembre 2005, est un acteur tunisien.

## Filmographie

### Cinéma
- 1966 : L'Aube
- 1968 : Le Rebelle
- 1970 : Om Abbes
- 1978 : El-Soud ela al-hawia de Kamal Al-Cheikh
- 1984 : Besoin d'amour : chauffeur de Kassir
- 1986 : Les Roses de Matmata : pillard
- 1992 : Un vampire au paradis

### Télévision
- 1973 : Poly en Tunisie : Daouri
- 1980 : Les Routiers : chef de la police
- 1981 : La Nouvelle Malle des Indes : cheikh du quartier
- 1992 : El Douar (ar) : cheikh Alaya
- 1993 : Des héros ordinaires : Saïd
- 1994 : Amwaj